# Шевченко Олександр Овсійович
Олекса́ндр Овсі́йович Шевче́нко (* 10 жовтня 1924, с. Мовчанівка, Рокитнянський  район, Київщина— † 20 серпня 1944, м. Ясси, Румунія) — Герой Радянського Союзу (посмертно). Командир стрілецького відділу 21-го стрілецького полку 180-ї стрілецької дивізії 27-ї армії 2-го Українського фронту.

## Життя і звитяга
Народився 10 жовтня 1924 року в с. Мовчанівка на Київщині. Українець.
До початку Другої світової війни закінчив середню школу. Під час окупації Київської області допомагав партизанам. В січні 1944 року, після звільнення Рокитнянського району, був призваний до лав Червоної Армії. Воював на 1-му та 2-му Українських фронтах.
20 серпня 1944 року в районі румунського міста Ясси радянські війська почали прорив довготривалої оборони ворога. Рота, в якій служив Шевченко, повинна була стрімким наскоком захопити укріплену висоту, ключову для оборони ворога.
Підім'явши ворога в першій траншеї, рота ринулася вглиб оборони ворога, але там наступ був затриманий сильним вогнем з ворожого дзоту.
Командир відділу Олександр Шевченко наказав одному з солдатів вести вогонь по амбразурі, а сам підповз до дзоту, кинувши у нього дві гранати. Ворожий кулемет замовк, і піхотинці кинулися в атаку. І тут кулемет застрочив знову. Тоді Олександр Овсійович Шевченко піднявся у весь ріст і своїм тілом затулив амбразуру. Похований на станції Мовилени, північно-західніше міста Ясси.
Наказом Президії Верховної Ради СРСР від 24 березня 1945 року «за героїзм, проявлений в бою з німецькими загарбниками» сержанту Шевченку Олександру Овсієвичу посмертно присвоєно звання Героя Радянського Союзу. Нагороджений орденом Леніна. Навічно зарахований в списки військової частини.

## Вшанування пам'яті
У місті Рокитне Київської області встановлено бюст Героя Радянського Союзу, його ім'ям названа вулиця.
У місті Тараща Київської області в честь О. О. Шевченка названо Таращанський технікум механізації та електрифікації сільського господарства.
Також на честь Олександра Шевченка названо школу в селі Мовчанівка, в якій він навчався.